# Fissidens badyinbarus
Fissidens badyinbarus là một loài Rêu trong họ Fissidentaceae. Loài này được I.G. Stone mô tả khoa học đầu tiên năm 1993.